# The Goodies (sèrie de televisió)
The Goodies és una sèrie de televisió còmica britànica que fou emesa als anys 70 i a la dècada de 1980. La sèrie, que combina esquetxs surrealistes i comèdia de situació, va ser emesa per BBC Two entre 1970 i 1980. Una sèrie de set episodis fou creada per la companyia d'ITV LWT i fou emesa en 1981-1982.
L'espectacle ha estat co-escrit i protagonitzat per Tim Brooke-Taylor, Graeme Garden i Bill Oddie (plegats coneguts com "The Goodies"). Bill Oddie també va compondre la música i les cançons de la sèrie, mentre que "The Goodies Theme" fou coescrit per Oddie i Michael Gibbs. Els directors i productors de la sèrie foren John Howard Davies, Jim Franklin i Bob Spiers.
El primer títol que es va considerar per a la sèrie era Narrow Your Mind (seguit de Broaden Your Mind) i abanst el títol de treball era Super Chaps Three.

## Estructura bàsica
L'estructura bàsica de la sèrie va girar entorn del trio, sempre curts de diners, oferint-se per contractar -amb l'etiqueta "We Do Anything Anytime" - per realitzar tot tipus de tasques ridícules, però generalment benèvoles. Sota aquest pretext llunyà, el xou va explorar tota mena d'escenaris fora del mur amb potencial còmic. Molts episodis van parodiar esdeveniments actuals, com un episodi on tota la població negra de Sud-àfrica emigra a la Gran Bretanya per escapar de l'apartheid. Com que això vol dir que els sud-africans blancs ja no tenen ningú per explotar i oprimir, introdueixen un nou sistema anomenat "apart-height", on es discrimina gent baixeta (Bill i una sèrie de jockeys).
Altres línies d'història eren més filosòficament abstractes, com un episodi en què el trio passa la nit de Nadal a l'espera de que la Terra sigui bufada per l'acord previ dels governs del món. L'episodi de la "Nit de Nadal" titulat "Earthanasia" va ser un dels dos episodis que van tenir lloc totalment en una mateixa habitació. L'altra, "The End", es va produir quan Graeme tenia la seva oficina encastada accidentalment en un enorme bloc de formigó. Aquests episodis es van produir quan s'havia gastat tot el pressupost d'ubicació de la sèrie, obligant al trio a presentar un guió rodat completament al plató que depenia totalment de la interacció de personatges, un format conegut a la indústria com a episodi ampolla.

## Episodi perdut
"Kitten Kong" (episodi set de la segona temporada) és l'únic episodi de The Goodies que falta oficialment als arxius de la BBC, la cinta de vídeo original va ser esborrada per la reutilització per la BBC als anys 70. Existeix una edició ampliada i més elaborada de l'episodi transmès originalment anomenat "Kitten Kong: Montreux '72 Edition", realitzat especialment per al festivalde Montreux de 1972, i es diu que només té petites diferències amb el seu prototip de 1971.
També falten altres episodis que es van projectar originalment en color, però existeixen en gravacions televisives en blanc i negre per a vendes a l'estranger. "Come Dancing" es pensava que existia només en aquesta forma fins que es va descobrir una còpia de vídeo amb un color feble. El color es va millorar per a un llançament de DVD del 2005.

## Premis i nominacions
Un episodi especial, que es va basar en l'episodi original de 1971 Goodies' "Kitten Kong", fou anomenat "Kitten Kong: Montreux '72 Edition", i emès per primera vegada en 1972. The Goodies van guanyar la Rose d'Argent en 1972 per aquest episodi especial al festival Rose d'Or de Montreux (Suïssa) . Al primer episodi de la següent temporada, "The New Office", es veu Tim Brooke-Taylor pintant el trofeu d'r.
The Goodies també van guanyar la Rose d'Argent el 1975 al Festival Rose d'Or pel seu episodi "The Movies".
The Goodies foren nominats dos cops al millor programa d'entreteniment lleuger als Premis BAFTA en 1972 i 1976.